# Carolina Elisabetta di Hannover
Carolina di Hannover (Hannover, 10 giugno 1713 – St. James's, 28 dicembre 1757) fu una delle figlie del re d'Inghilterra Giorgio II.

## Biografia
La Principessa Carolina Elisabetta nacque ad Hannover, in Germania in quanto suo padre era il principe ereditario di Hannover, in quanto primogenito del predecessore. Sua madre era invece Carolina di Brandeburgo-Ansbach, figlia del margravio Giovanni Federico di Brandeburgo-Ansbach. Ella venne battezzata il giorno dopo la sua nascita al Palazzo di Herrenhausen.
Nel 1714 Carolina Elisabetta non aveva ancora un anno quando in Inghilterra morì la Regina Anna e suo nonno Giorgio venne scelto quale erede al trono inglese. Carolina si spostò così con la sua famiglia in Gran Bretagna e prese residenza al Palazzo di Saint James di Londra. Ella dovette quindi anche accettare i titoli che le spettavano in quanto figlia del futuro Re d'Inghilterra. Sulla base dell Act of Settlement del 1701, ella divenne così la settima in linea di successione al trono inglese, con flebili speranze di succedere al padre.

## Ascendenza
|                                          |                                   |                                           | Genitori                                |  |  | Nonni |  |  | Bisnonni                              |  |  | Trisnonni                     |  |
|                                          |                                   |                                           |                                         |  |  |       |  |  | Ernesto Augusto di Brunswick-Lüneburg |  |  | Giorgio di Brunswick-Lüneburg |  |
|                                          |                                   |                                           |                                         |  |  |       |  |  | Ernesto Augusto di Brunswick-Lüneburg |  |  | Giorgio di Brunswick-Lüneburg |  |
|                                          |                                   | Anna Eleonora di Assia-Darmstadt          |                                         |  |  |       |  |  | Ernesto Augusto di Brunswick-Lüneburg |  |  |                               |  |
| Giorgio I d'Inghilterra                  |                                   |                                           |                                         |  |  |       |  |  | Ernesto Augusto di Brunswick-Lüneburg |  |  |                               |  |
|                                          |                                   | Sofia del Palatinato                      | Federico V del Palatinato               |  |  |       |  |  |                                       |  |  |                               |  |
|                                          |                                   | Sofia del Palatinato                      | Federico V del Palatinato               |  |  |       |  |  |                                       |  |  |                               |  |
|                                          |                                   | Sofia del Palatinato                      | Elisabetta Stuart                       |  |  |       |  |  |                                       |  |  |                               |  |
| Giorgio II del Regno Unito               |                                   | Sofia del Palatinato                      |                                         |  |  |       |  |  |                                       |  |  |                               |  |
|                                          |                                   | Giorgio Guglielmo di Brunswick-Lüneburg   | Giorgio di Brunswick-Lüneburg           |  |  |       |  |  |                                       |  |  |                               |  |
|                                          |                                   | Giorgio Guglielmo di Brunswick-Lüneburg   | Giorgio di Brunswick-Lüneburg           |  |  |       |  |  |                                       |  |  |                               |  |
|                                          |                                   | Giorgio Guglielmo di Brunswick-Lüneburg   | Anna Eleonora di Assia-Darmstadt        |  |  |       |  |  |                                       |  |  |                               |  |
| Sofia Dorotea di Celle                   |                                   | Giorgio Guglielmo di Brunswick-Lüneburg   |                                         |  |  |       |  |  |                                       |  |  |                               |  |
|                                          |                                   | Éléonore d'Esmier d'Olbreuse              | Alexandre II d'Esmier d'Olbreuse        |  |  |       |  |  |                                       |  |  |                               |  |
|                                          |                                   | Éléonore d'Esmier d'Olbreuse              | Alexandre II d'Esmier d'Olbreuse        |  |  |       |  |  |                                       |  |  |                               |  |
|                                          |                                   | Éléonore d'Esmier d'Olbreuse              | Jacquette Poussard de Vandré            |  |  |       |  |  |                                       |  |  |                               |  |
| Carolina Elisabetta di Hannover          |                                   | Éléonore d'Esmier d'Olbreuse              |                                         |  |  |       |  |  |                                       |  |  |                               |  |
|                                          | Alberto II di Brandeburgo-Ansbach | Gioacchino Ernesto di Brandeburgo-Ansbach |                                         |  |  |       |  |  |                                       |  |  |                               |  |
|                                          | Alberto II di Brandeburgo-Ansbach | Gioacchino Ernesto di Brandeburgo-Ansbach |                                         |  |  |       |  |  |                                       |  |  |                               |  |
|                                          | Alberto II di Brandeburgo-Ansbach | Sofia di Solms-Laubach                    |                                         |  |  |       |  |  |                                       |  |  |                               |  |
| Giovanni Federico di Brandeburgo-Ansbach | Alberto II di Brandeburgo-Ansbach |                                           |                                         |  |  |       |  |  |                                       |  |  |                               |  |
|                                          |                                   | Sofia Margherita di Öttingen-Öttingen     | Gioacchino Ernesto di Öttingen-Öttingen |  |  |       |  |  |                                       |  |  |                               |  |
|                                          |                                   | Sofia Margherita di Öttingen-Öttingen     | Gioacchino Ernesto di Öttingen-Öttingen |  |  |       |  |  |                                       |  |  |                               |  |
|                                          |                                   | Sofia Margherita di Öttingen-Öttingen     | Anna Sibilla di Solms-Sonnenwalde       |  |  |       |  |  |                                       |  |  |                               |  |
| Carolina di Brandeburgo-Ansbach          |                                   | Sofia Margherita di Öttingen-Öttingen     |                                         |  |  |       |  |  |                                       |  |  |                               |  |
|                                          |                                   | Giovanni Giorgio I di Sassonia-Eisenach   | Guglielmo di Sassonia-Weimar            |  |  |       |  |  |                                       |  |  |                               |  |
|                                          |                                   | Giovanni Giorgio I di Sassonia-Eisenach   | Guglielmo di Sassonia-Weimar            |  |  |       |  |  |                                       |  |  |                               |  |
|                                          |                                   | Giovanni Giorgio I di Sassonia-Eisenach   | Eleonora Dorotea di Anhalt-Dessau       |  |  |       |  |  |                                       |  |  |                               |  |
| Eleonora Erdmuthe di Sassonia-Eisenach   |                                   | Giovanni Giorgio I di Sassonia-Eisenach   |                                         |  |  |       |  |  |                                       |  |  |                               |  |
|                                          |                                   | Giovannetta di Sayn-Wittgenstein          | Ernesto di Sayn-Wittgenstein            |  |  |       |  |  |                                       |  |  |                               |  |
|                                          |                                   | Giovannetta di Sayn-Wittgenstein          | Ernesto di Sayn-Wittgenstein            |  |  |       |  |  |                                       |  |  |                               |  |
|                                          |                                   | Giovannetta di Sayn-Wittgenstein          | Luisa Giuliana di Erbach-Erbach         |  |  |       |  |  |                                       |  |  |                               |  |
|                                          |                                   | Giovannetta di Sayn-Wittgenstein          |                                         |  |  |       |  |  |                                       |  |  |                               |  |